# Centrala konspiracyjna „Hel”
Centrala konspiracyjna „Hel” – działająca od początku 1945 do lutego 1947 niejawna struktura, utworzona przez gen. Stanisława Tatara, przy akceptacji premiera Stanisława Mikołajczyka oraz szefa Sztabu Naczelnego Wodza gen. Stanisława Kopańskiego, do której przeniesiono większość aktywów likwidowanego Oddziału VI (Specjalnego) Sztabu Naczelnego Wodza w Londynie, w celu kontynuowania działalności niepodległościowej w Polsce. Centrala „Hel” utrzymywała łączność z resztkami struktur Armii Krajowej, później organizacji „NIE” oraz Zrzeszenia „Wolność i Niezawisłość”. Wszystkie działania były finansowane przez Fundację (fundusz) „Drawa”, zarządzany przez gen. Tatara oraz płk. dypl. Mariana Utnika i płk. dypl. Stanisława Nowickiego.

## Siedziba, struktura, działacze
Siedzibę centrali „Hel” umiejscowiono w Londynie w ekskluzywnej dzielnicy South Kensington, w domu zakupionym przy Cornwall Gardens 11. Pod nadzorem gen. Tatara kierował nią płk Stanisław Nowicki. Od likwidowanego Oddziału VI (Specjalnego) centrala przejęła dwa Wydziały: Łączności (Ł), nadzorujący łączność radiową, oraz Łączności Lądowej (A) nadzorujący kurierów. Centrala „Hel” miała placówki we Włoszech, m.in. „Niebo” (Rzym), „Star” (Waszyngton, USA), „Knieja” przy 1 Dywizji Pancernej (Meppen, Niemcy), „Kartel” przy 1 Samodzielnej Brygadzie Spadochronowej. Dysponowała trzema radiostacjami: przy Cornwall Gardens 11, na której pracował cichociemny por. Leszek Starzyński, przy Montpelier Avenue 6 (kpr. Jan Leszczyński) oraz w Dyrham Park k. High Barnet (plut. Kazimierz Janke).
W centrali „Hel” działali m.in. ppłk Marian Dorotycz-Malewicz (placówka „Niebo”), płk dypl. Edward Maliszewski, ppłk Franciszek Prochaska (Chateau Presles en Brie, Francja), ppłk dypl. Antoni Szczerbo – Rawicz (od marca 1945 dowódca 1 SBS), płk Władysław Garlicki, ppłk Znamierowski (Francja, prawdopodobnie placówka „Witold” lub „Kura”), cichociemny mjr dypl. Kazimierz Bilski, mjr dypl. Jan Krzyżanowski (placówka „Knieja”), mjr inż. Sabin Popkiewicz, mjr dypl. Adam Szanser (szef łączności), kpt. Eysmont (szyfrant), kpt. Stefan Jagiełło, kpt. dypl. Jan Kociołek (komendant radiostacji 1DP w Meppen), kpt. Jan Majeranowski (Chateau Presles en Brie, Francja), kpt. dypl. Jerzy Morawicz (kwatermistrz 1 SBS), kpt. dypl. Jan Podoski (placówka „Kartel”), por. Ignacy Chwiałkowski, por. inż. Feliks Doborzyński (oficer techniczny radiostacji 1 DP w Meppen), por. Rzeczycki (szyfrant), H. Niewiadomska (placówka „Bogumił” w Luksemburgu), Janina p.v. Pronaszko sec. Konopacka (Chateau Presles en Brie, Francja), Zdzisław Woydat vel Wojdat (szwagier Tatara, placówka we Francji).

## Aktywa
Centrala „Hel” dysponowała znaczącymi środkami, m.in. tzw. funduszem „Drawa”, który stanowiły przejęte z Głównej Bazy Przerzutowej pieniądze z dotacji prezydenta USA Roosevelta na wsparcie działalności konspiracyjnej w Polsce, a także ok. 350 kg złota FON. Według ustaleń historyka Zbigniewa S. Siemaszko, centrala „Hel” przejęła 6451 tys. USD (sześć milionów czterysta pięćdziesiąt jeden tysięcy dolarów) z tej dotacji oraz 99 tys. USD z placówki Oddziału VI w Szwajcarii, a także kontem bankowym z kwotą 100 tys. GBP, przekazanym przez emigracyjny MON. Pieniądze te rozdysponowano:
- 1 mln 136 tys. USD oddano do dyspozycji ppłk. Mariana Dorotycza – Malewicz ps. Hańcza (placówka „Niebo”),
- 2 mln 669 tys. USD przesłano do Niemiec do placówek przy 1 Dywizji Pancernej („Knieja”) oraz 1 Samodzielnej Brygadzie Spadochronowej („Kartel”),
- 2 mln 250 tys. USD przewieziono do placówki w Paryżu,
- 396 tys. USD wysłano do placówki w Brukseli.

Depozyty finansowe w Paryżu i Brukseli nie były znane legalnym władzom RP: prezydentowi, naczelnemu wodzowi czy szefowi sztabu NW gen. Kopańskiemu. Ponadto z funduszu „Drawa” zakupiono kilka nieruchomości w Londynie: dom z dużym ogrodem i garażem przy 6 Montepelier Avenue, trzy kamienice przy Cornwall Gardens nr 11, 13, 15, a ponadto posiadłość wiejską Manor Farm pod Londynem, dom w Paryżu (Francja) przy 74 rue Lauriston, posiadłość Chateau Presles en Brie pod Paryżem, dwa zamki we Francji, dom w Luksemburgu. Prawie wszystkie aktywa, w tym większość nieruchomości kierujący centralą „Hel”, w związku ze swoim powrotem do Polski – wbrew woli rządu R.P. na uchodźstwie – przekazali w 1947 władzom „Polski Ludowej”. Po powrocie do kraju zostali oskarżeni w tzw. procesie generałów.

## Działalność
Historycy poszukują źródłowych dokumentów, dotyczących działalności centrali „Hel”. Zbigniew S. Siemaszko podkreśla – „tajna organizacja montowana przez Tatara i jego głównych pomocników Nowickiego i Utnika była oparta na fałszerstwie. Polegało ono na tym, iż na zewnątrz występowali oni jako niepodległościowcy, działający zgodnie z legalnymi władzami znajdującymi się na emigracji, natomiast w rzeczywistości byli zdecydowanymi zwolennikami uległości, którą wprowadzał Mikołajczyk”.
Cichociemny płk Bruno Nadolczak – „Z końcem grudnia 1944 Brytyjczycy zawiesili operacje do Polski z powietrza. Kurierzy dochodzili drogą naziemną i z reguły wpadali w ręce UB na melinach kontaktowych (…) Doszliśmy w kraju do przekonania, że Londyn jest źródłem wsyp. Między innymi w tej sprawie wybrałem się do Londynu. W Londynie przekonałem się bez większych trudności, że wyjście każdego kuriera do kraju oraz adresy kontaktowe w Polsce były przekazywane urzędującej w stolicy Wlk. Brytanii misji warszawskiej [przedstawicielom władz „Polski Ludowej”].
Działalność centrali „Hel” oraz funduszu „Drawa” zakończyła się bezpośrednio po wezwaniu we wrześniu 1949 Komisji Specjalnej Rady Narodowej R.P. w Londynie, badającej działalność gospodarczą emigracyjnych władz państwowych. Po otrzymaniu tego wezwania Utnik powiadomił o tym fakcie attachat wojskowy przy Ambasadzie R.P. w Londynie, ten zaś szefa wywiadu „Polski Ludowej” – gen. Wacława Komara, który wezwał Tatara, Utnika i Nowickiego do przyjazdu do Polski. Po przyjeździe zostali aresztowani, następnie skazani.
Historyk dr Jarosław Pałka podkreśla – „Przekroczeniem granic zdrady było przekazanie [władzom „Polski Ludowej”] środków FON, ale nie ma dowodów na to, że Tatar był agentem sowieckim”. Współczesne badania historyków (szczególnie Daniel Koreś) wskazują, że od 1947 do 1949 Tatar był tajnym (prawdopodobnie nieformalnym) współpracownikiem wywiadu wojskowego „Polski ludowej”.